# Закон України «Основи законодавства України про охорону здоров'я»
Закон України «Основи законодавства України про охорону здоров'я» — основний Закон України у сфері охорони здоров'я, що визначає засади регулювання правовідносин у галузі охорони здоров'я в Україні.

## Зміст
- Розділ I. Загальні положення
- Розділ II. Права та обов'язки громадян у сфері охорони здоров'я
- Розділ III. Основи організації охорони здоров'я
- Розділ IV. Забезпечення здорових і безпечних умов життя
- Розділ V. Медична допомога
- Розділ VI. Забезпечення лікарськими і протезними засобами
- Розділ VII. Охорона здоров'я матері та дитини
- Розділ VIII. Медико-санітарне забезпечення санаторно-курортної діяльності і відпочинку
- Розділ IX. Медична експертиза
- Розділ X. Медична і фармацевтична діяльність, реабілітаційна допомога
- Розділ XI. Міжнародне співробітництво
- Розділ XII. Відповідальність за порушення законодавства про охорону здоров'я
- Розділ XIII. Прикінцеві та перехідні положення

## Опис
Закон встановлює правові, організаційні, економічні та соціальні засади охорони здоров'я в Україні, регулює суспільні відносини у цій сфері з метою забезпечення громадянам рівних можливостей у реалізації їх конституційного права на охорону здоров'я.
Він визначає права та обов'язки громадян та установ у галузі охорони здоров'я, встановлює гарантії надання медико-санітарної допомоги, визначає державну політику у сфері охорони здоров'я, принципи її управління та фінансування.